# С широко открытыми глазами
«С широко открытыми глазами» (англ. Eyes Wide Open, ивр. עיניים פתוחות‎) — фильм германо-франко-израильского производства режиссёра-дебютанта Хаима Табакмана. В центре сюжета картины конфликт между сексуальным желанием человека и его религиозным долгом.

## Сюжет
Аарон держит мясную лавку, он муж и отец четверых детей, ортодоксальный еврей. В своем городе мужчина имеет репутацию добропорядочного человека. После смерти отца Аарону стало тяжело работать в одиночку, он нуждается в помощнике. Так мужчина нанимает молодого человека по имени Эзри, назвавшегося студентом иешивы, который на самом деле приехал в Иерусалим, чтобы найти парня, в которого влюблён, но тот отверг его. В один прекрасный день Аарон и Эзри делают ритуальное омовение, между мужчинами возникает интимная близость. Теперь Аарону приходится разрываться между семьей, преданностью Богу и сильными чувствами, которые он испытывает по отношению к возлюбленному.

## В ролях
| Актёр         | Роль  |
| ------------- | ----- |
| Зохар Штраусс | Аарон |
| Ран Данкер    | Эзри  |

## Отзывы критиков
Фильм получил в основном положительные отзывы рецензентов. На сайте Rotten Tomatoes картина имеет 84 процента  «свежего» рейтинга, 32 профессиональных критика дали фильму положительную оценку со средним баллом 6.9 из 10 возможных.